# Бамианские статуи Будды
Бамианские ста́туи Бу́дды (пушту د باميانو بودايي پژۍ‎ də Bāmyāno būdāyī paĵəy, дари بت‌های بودا در بامیان bothāy-e būdā dar Bāmyān, дари تندیس‌های بودا در بامیان tandīshāy-e būdā dar Bāmyān) — две гигантские статуи Будды (55 и 37 метров), входившие в комплекс буддийских монастырей в Бамианской долине, создание которых датируется VI веком нашей эры; относятся к индийскому искусству Гандхара. Существует версия, что статуи появились в III веке в эпоху Кушанского царства.
В 2001 году, вопреки протестам мировой общественности, включая исламские страны, статуи были разрушены талибами, считавшими, что они являются языческими идолами и подлежат уничтожению.
Статуи были высечены в окружающих долину скалах, частично дополнены прочной штукатуркой, державшейся на деревянной арматуре. Выполненные из дерева верхние части лиц скульптур были утрачены ещё в древности. Кроме разрушенных скульптур, в монастырях долины имеется ещё одна, изображающая лежащего Будду, её раскопки начались в 2004 году.

## Бамианская долина. История
Бамианская долина расположена в центральной части Афганистана, менее чем в 200 км северо-западнее Кабула. В долине находится современный город Бамиан — центр одноимённой провинции Афганистана.
Долина представляет собой единственный удобный проход через Гиндукуш, поэтому издревле служила торговым коридором.
В XI веке долина была присоединена к мусульманскому государству Газневидов, однако буддийские святыни тогда не были разрушены. В долине вырос город Гаугале. В 1221 году войска Чингисхана разрушили город и опустошили долину. В средневековье комплекс буддийских монастырей в Бамианской долине получил название Кафиркала (дословно — «город неверных»).

## Уничтожение статуй
Главным ответственным за уничтожение талибами статуй считается мулла Дадулла.
Уничтожение состоялось после указа лидера талибов муллы Мохаммеда Омара от 26 февраля 2001 года: «Бог един, а эти статуи поставлены для поклонения, что ошибочно. Они должны быть разрушены, чтобы не быть объектом культа ни сейчас, ни в будущем».
Статуи были уничтожены в несколько этапов в течение нескольких недель, начиная от 2 марта 2001 года. Первоначально статуи были обстреляны с помощью зенитных орудий и артиллерии. Это нанесло серьёзный ущерб, но не разрушило их. По этому поводу министр информации талибов Кудратулла Джамал посетовал, что процесс разрушения не так прост, как можно было подумать, поскольку скульптуры высечены в скале. Позднее талибы разместили противотанковые мины на дне ниши так, что когда обломки скал упали от артиллерийского огня, статуи получили бы дополнительные разрушения от мин. В конце концов талибы спустили людей вниз по скале и заложили взрывчатку в отверстия в статуях. После одного из взрывов не удалось полностью уничтожить лицо одного из Будд, была запущена ракета, которая оставила отверстие в остатках каменной головы.

### Реакция мировой общественности на разрушение статуй
Правительство США заявило, что «удручено и озадачено» решением об уничтожении статуй, которое было названо «осквернением культурного наследия Афганистана».
Министерство иностранных дел Индии назвало решение талибов «атакой на культурное наследие не только афганского народа, но и всего человечества».
Глава ЮНЕСКО Коитиро Мацуура осудил действия талибов, заявив, что «ужасно видеть хладнокровное и расчётливое уничтожение культурных ценностей, которые являются наследием афганского народа и всего человечества». В результате этого события ООН провозгласила Всемирный день культурного разнообразия во имя диалога и развития.
Пакистан, одна из трёх стран, официально признавших движение Талибан, подверг критике решение об уничтожении статуй.
Иранское агентство новостей Iran News заявило, что решение талибов, будучи «принятым во имя ислама, бросает тень на священную религию».
Муфтий Египта Наср Фарид Уасель призывал талибов отменить своё решение, заявив, что «присутствие статуй не запрещено исламом».
Усама бен Ладен одобрил действия талибов по обстрелу. По некоторым сведениям, именно он и стоял за этими событиями (так, швейцарский режиссёр Кристиан Фрей, автор документального фильма о статуях Будды, заявил, что приказ поступил от главы «Аль-Каиды»).

## Современное состояние. Проекты восстановления
В 2003 году в список Всемирного наследия ЮНЕСКО включены многочисленные исторические постройки Бамианской долины, включая буддийские монастыри, гигантские статуи Будды (как разрушенные, так и уцелевшие), остатки города Гаугале и две мусульманские крепости.
Предлагались различные планы восстановления статуй, включая необычный проект японского художника Хиро Ямагаты (山形 博導) — лазерную проекцию, воссоздающую утраченные памятники. Ведутся работы по консервации сохранившейся живописи V—IX веков в пещерных буддистских монастырях.
14 марта 2011 года стало известно, что ЮНЕСКО не будет восстанавливать Бамианские статуи Будды. На это решение повлияло два фактора: на финансирование проекта уйдёт от 8 до 12 млн долларов, но необходимых средств нет. Во-вторых, более чем наполовину Будда будет состоять из нового камня: «Нам следует подумать о публике, которой не нужна подделка: ей нужен подлинник. А подлинные статуи разрушены», — заявил Франческо Бандарин, помощник генерального директора ЮНЕСКО по вопросам культуры.

## Статуи в культуре
Бамианские статуи Будды можно увидеть в советском художественном фильме «Миссия в Кабуле». В частности, на их фоне происходит дуэль Гедеонова (Глеб Стриженов) и Лужина (Олег Стриженов).
Разрушение статуй является темой (точнее фоном) иранского фильма 2007 года «Будда рухнул от стыда» (режиссёр Хана Махмальбаф).

## Галерея
- Более высокий из двух Будд Бамиана в 1976 году
- Рисунок Бамианских Будд работы Александра Бёрнса, 1832 г.
- Меньший Будда в 1977 году
- Место более крупной статуи после её разрушения
- Место меньшей статуи в 2005 году
- Живопись гротто в 2008 году
- Предупреждающий знак, 2017 год
- Высокий Будда после разрушения
- Меньший Будда после разрушения
- Вид на скалу, где вырезаны монастыри и Будды
- Пейзаж археологических памятников долины Бамиан